# Sorapilla papuana
Sorapilla papuana là một loài rêu trong họ Sorapillaceae. Loài này được Broth. & Geh. mô tả khoa học đầu tiên năm 1900.